# Diplazium cyatheifolium
Diplazium cyatheifolium är en majbräkenväxtart som först beskrevs av Louis Claude Richard och som fick sitt nu gällande namn av Karel Presl.
Diplazium cyatheifolium ingår i släktet Diplazium och familjen Athyriaceae. Inga underarter finns listade i Catalogue of Life.